# Groovy
Groovy（グルービー）は、Javaプラットフォーム上で動作する動的プログラミング言語である。
Groovy の処理系はオープンソースソフトウェアであり、James Strachan と Bob McWhirter らを中心に、オープンソース開発サイトであるコードハウス上で、2003年8月27日に開発が開始された（CVSへの最初のコミットがなされた）。その後、開発の主体は Guillaume Laforge と Jeremy Rayner らに移り開発が続けられている。2015年3月31日までは Pivotal がスポンサー企業となり、開発者をフルタイム雇用していたが、3月末をもって終了し、Apacheソフトウェア財団の管理に移行した。

## 概要
GroovyはJava仮想マシン (JVM) 上で動作する言語処理系および言語の名称であり、Javaとの直接的な連携を特徴とする。例えばGroovyからすべてのJava SE APIや、Javaで書かれた任意のサードパーティ製のコンパイル済みのライブラリなどを呼び出すことができる。言語の記述能力としては、Javaで記述できることは、無名内部クラスの定義など一部の例外を除き基本的にGroovyでも記述することができる。逆に言うとJavaで記述できない機能は記述できないが、Javaと同様にC言語などで書かれたネイティブメソッドなどはJNI経由で呼び出すことができる。
Groovyは動的な言語であり、直接スクリプトを実行することができる。Groovyコード断片をコマンドラインに与えワンライナーとして実行することも可能である。なおこの時、中間的にJavaソースコードが生成されることはなく、バイトコードがメモリ上に生成されて直接実行される。また、groovycコマンド（groovyコンパイラ）を使ってクラスファイルをあらかじめ生成しておくこともできる。いずれにせよGroovyコードは内部的にはJavaバイトコードに変換されてJVM上で実行される。
このとき、GroovyコードもJavaコードも、JVMからみると両方ともJavaバイトコードとして解釈実行されるという意味で区別がない。Groovyのこのような仕組みから、GroovyはJavaと極めて親和性が高く、Java技術で培われてきた開発インフラやライブラリ、ノウハウ、ツール、JVM最適化技術などの多くをそのまま流用することができる。Groovyから生成したクラスファイルは通常のクラスファイルであるので、Javaクラスファイルを要求するプラグインなどをGroovyで記述することも容易である。
Groovyは、同じ実行時システムを共有する、Javaコードの別の表記法だと考えることもできる。

## 言語仕様
Groovyの言語仕様はJavaのそれをベースとしており、基本的にJavaプログラマにとって慣れ親しみやすいものである。Groovyはスクリプト言語として大幅に簡易化された記述を許している。以下に簡略な記述を可能とするGroovy言語の特徴を示す。
- 変数の型宣言は不要である。
  - 通常の場合 - 宣言をしなかった場合Object型として扱われ、メソッド呼び出しは動的ディスパッチによって解決される（変数の型の宣言をすることも可能であり、静的なスタイルと動的なスタイルの場合に応じた使い分けることができる）。メソッドの引数や返り値の型宣言も同様である。
  - @TypeChecked を使用した場合 - 変数の型を指定しなかった場合は型推論され、型が正しいかどうかチェックされる。メソッド呼び出しは動的ディスパッチのまま。
  - @CompileStatic を使用した場合 - 上記に加えて、メソッド呼び出しは静的に解決される。@ToString のようなコンパイル時のメソッド生成は通常通り使える。この3種の中では最速。
- メソッド呼び出しの括弧は省略できる。
- 行末のセミコロンは省略できる。
- リストやマップの初期化を記述する組み込み構文を持つ。
- 演算子のオーバーロード定義（ユーザ定義演算子）が可能である。
  - 組み込み型としてリストやマップを扱うことができ、それらのリテラル表記や、それらを処理する演算子が定義されている。
  - BigDecimal、BigInteger型などについては四則演算がオーバーロード定義されている。
- 検査例外がthrows宣言されたメソッドを呼び出す際にも、try-catchで囲んだり、呼び出し側メソッドをthrows宣言したりする必要はない。
- プリミティブ型は参照型と同様に扱うことができる（明示的な変換を行う必要はない）。
- if文やwhile文、三項演算子（c?x:y）の条件節では0やnullの値は偽として扱われる（boolean型の値である必要がない）。
- J2SEの正規表現クラスを扱うための組み込みの演算子（=~や==~など）が用意されている。また構文上も特別扱いされておりPerlやRubyと似た使用ができる。
- 文字列定数中に任意のGroovyの式を埋め込むことができる。${}の記法を用いる。これをGStringと呼ぶ。なお変数名の場合は中括弧も不要であり、"$変数名"の形式で変数の値を文字列に埋め込むことができる。
- 名前つき引数でのメソッド呼び出し。
- アクセス修飾子のデフォルトはpublicである。
- java.lang、java.io、java.math、java.net、java.util、groovy.lang、groovy.utilは明示的に指定しなくても、暗黙的にインポートされている。
- groovyファイルで定義したクラスはGroovyObjectインタフェースを暗黙的に実装し、クラスの外で定義したフィールドやメソッドはScript抽象クラスの実装クラスのフィールドやメソッドとして定義されたと見なされる。

### クラス定義
Groovyコードはクラス定義中にある必要はなく、クラス定義の外側（トップレベル）でのメソッドの定義や実行文の記述が可能である。
以下、ファイル名が HelloTest.groovy であるとする。
```
println
 
"Hello, World!"

```

と記述すると、下記と同じ意味を持つ。
```
class
 
HelloTest
 
{

    
public
 
HelloTest
()
 
{

        
println
 
"Hello, World!"

    
}

    
public
 
static
 
void
 
main
(
String
[]
 
args
)
 
{

        
new
 
HelloTest
()

    
}

}

```

### switch文
switch文は任意の型に対して分岐することができるように拡張されている（型スイッチ）。
```
switch
 
(
value
)
 
{

case
 
"Hello"
:
 

   
println
 
"value == 'Hello'"

   
break

case
 
String:
 

   
println
 
"valueはString型"

   
break

case
 
1
..
12
:
 

   
println
 
"valueは1から12の間"

   
break

default
:

   
println
 
"それ以外"

}

```

### forループ
通常の for と for in がある。いずれもbreak文やcontinue文が使える。@CompileStatic を付けた状態では、C言語スタイルの for ループかつループ変数に型を付けた状態が最速であり、Java言語と同等の速度で動く。each や times はクロージャ呼び出し分の時間がかかる。
```
for
 
(
int
 
i
 
=
 
0
;
 
i
 
<
 
3
;
 
i
++)
 
{
 
println
 
"$i: Hello"
 
}

for
 
(
i
 
in
 
1
..
3
)
 
{
 
println
 
"$i: Hello"
 
}

(
1
..
3
).
each
 
{
 
println
 
"$it: Hello"
 
}

3
.
times
 
{
 
println
 
"$it: Hello"
 
}

```

### Getter, Setter
Getter、Setterメソッドは自動生成される。フィールドアクセスの記法でGetter、Setterメソッドを呼び出すことができる。
```
class
 
Pojo
 
{

    
def
 
name

}

def
 
pojo
 
=
 
new
 
Pojo
(
name:
"名前"
)

println
 
pojo
.
getName
()
 
// getName()が生成されている

println
 
pojo
.
name
 
// getName()が呼ばれる

```

### デフォルト引数
デフォルト引数（メソッド・コンストラクタ呼び出しチェインの自動生成）。
```
def
 
greet
(
mess
 
=
 
"Hello World"
)
 
{

    
println
 
mess

}

greet
()

greet
(
"foo"
)

```

は
```
Hello World
foo
```

と出力される。

### ExpandoMetaClass
```
def
 
obj
 
=
 
"foo"

obj
.
metaClass
.
greet
 
=
 
{
 
println
 
"Hello World"
 
}

obj
.
greet
()

```

### Expando
Groovyは未実装のフィールドの参照と代入、未実装のメソッドの起動をキャッチしGroovyObjectのメソッドを起動する。
```
GroovyObject
#
getProperty
(
String
 
name
)

GroovyObject
#
setProperty
(
String
 
name
,
 
Object
 
value
)

GroovyObject
#
invokeMethod
(
String
 
name
,
 
Object
 
arguments
)

```

以下、Expando を使用した例である。
```
def
 
obj
 
=
 
new
 
Expando
()

obj
.
greetingMessage
 
=
 
"Hello World"

obj
.
greet
 
=
 
{
 
println
 
greetingMessage
 
}

obj
.
greet
()

obj
.
message
 
=
 
"foo"

println
 
obj
.
message

```

また、連想配列を使用しても、似た構文が可能である。thisの意味が変わる。
```
def
 
obj
 
=
 
[:]

obj
.
greetingMessage
 
=
 
"Hello World"

obj
.
greet
 
=
 
{
 
println
 
obj
.
greetingMessage
 
}

obj
.
greet
()

obj
.
message
 
=
 
"foo"

println
 
obj
.
message

```

### MOP (Meta Object Protocol)
```
GroovyObject
#
setMetaClass
(
MetaClass
)

```

```
class
 
Main
 
{

  
static
 
void
 
main
(
String
[]
 
array
)
 
{

    
GroovyObject
 
groovyObject
 
=
 
new
 
Main
()

    
Interceptor
 
interceptor
 
=
 
new
 
GreetingInterceptor
()

    
InterceptorUtils
.
setInterceptor
(
groovyObject
,
 
interceptor
)

    
groovyObject
.
greet
()

  
}

}

class
 
InterceptorUtils
 
{

  
static
 
void
 
setInterceptor
(
GroovyObject
 
groovyObject
,
 
Interceptor
 
interceptor
)
 
{

    
ProxyMetaClass
 
proxyMetaClass
 
=
 
ProxyMetaClass
.
getInstance
(
groovyObject
.
getClass
())

    
proxyMetaClass
.
setInterceptor
(
interceptor
)

    
groovyObject
.
setMetaClass
(
proxyMetaClass
)

  
}

}

class
 
InterceptorImpl
 
implements
 
Interceptor
 
{

  
Object
 
beforeInvoke
(
Object
 
groovyExtensionObject
,
 
String
 
name
,
 
Object
[]
 
arguments
)
 
{

    
return
 
null

  
}

  
Object
 
afterInvoke
(
Object
 
groovyExtensionObject
,
 
String
 
name
,
 
Object
[]
 
arguments
,
 
Object
 
beforeInvokeReturnObject
)
 
{

    
Object
 
object
 
=
 
invokeMethod
(
name
,
 
arguments
)

    
return
 
object

  
}

  
boolean
 
doInvoke
()
 
{

    
return
 
false

  
}

}

class
 
GreetingInterceptor
 
extends
 
InterceptorImpl
 
{

  
void
 
greet
()
 
{

    
println
 
"Hello World"

  
}

}

```

### use
未実装のメソッドをuseブロック内で起動すると、ブロックで指定したクラスのクラスメソッドに処理をディスパッチする。
```
import
 
groovy.inspect.Inspector

use
 
(
Category
.
class
)
 
{

    
def
 
obj
 
=
 
"Hoge"

    
println
 
obj
.
getShortClassName
()

    
println
 
obj
.
toString
()

}

// 名前は自由。

class
 
Category
 
{

    
// 最初の引数は、メソッドが起動されたインスタンスの参照コピー。

    
static
 
getShortClassName
(
obj
)
 
{

        
Inspector
.
shortName
(
obj
.
getClass
())

    
}

    
// 実装メソッドと重複する場合、Groovyはカテゴリーより実装メソッドを優先。

    
static
 
String
 
toString
(
Object
 
obj
)
 
{

        
"Hello World"

    
}

}

```

は
```
String
Hoge
```

と出力される。

### GroovyMarkup
Groovyコードの表記を使い、Groovyの機能（クロージャやダイナミックなメソッド追加）を駆使してツリーデータ構造の組み上げを行う。具体的には、新規ノードの追加をメソッド呼び出しとして、その新規ノードの子ノード群の記述をメソッドに渡すクロージャとして定義する。そのクロージャにはさらにその子ノードのための一連のノード追加メソッド呼び出しを含めることができ…… というように再帰的に記述していく。このときGroovyのループ文やif文などの制御構造を含むすべてのGroovyの言語機能を使うことができる。
GroovyMarkupは直感的には、XMLほど静的ではないが、純粋なプログラムコード列よりは宣言的な、「やや宣言的なデータ記述」であるといえるかもしれない。
GroovyMarkupは基本的な機能であり、GroovyMarkupを使った具体的なライブラリとしては、SwingのGUIコンポーネントの組み立てを行うSwingBuilder、DOMのようなXMLデータ構造を組み立てるMarkupBuilderなどがある。
```
import
 
groovy.xml.MarkupBuilder

class
 
Main
 
{

  
static
 
void
 
main
(
array
)
 
{

    
Writer
 
writer
 
=
 
new
 
StringWriter
()

    
writer
.
println
(
"<?xml version='1.0' ?>"
)

    
writer
.
println
()

    
def
 
builder
 
=
 
new
 
MarkupBuilder
(
writer
)

    
/*

     名前がルートのタグ名であるメソッド

      引数がマップである場合はタグの属性

      引数が文字列である場合はテキストノードの内容でHTMLエスケープされます。

      未実装メソッドをハンドルするGroovyObject#invokeMethod(String methodName, Object methodParameter)を利用

      メソッドの括弧が省略されています。

    */

    
builder
.
html
(
xmlns:
"http://www.w3.org/1999/xhtml"
,
 
"xml:lang"
:
"ja"
)
 
{
 
//以降は名前がタグ名であるクロージャ

      
/*

       引数がクロージャである場合は名前がタグ名

        引数がマップである場合はタグの属性

        引数が文字列である場合はテキストノードの内容でHTMLエスケープされます。

      */

      
head
()
 
{

      
}

      
body
()
 
{

        
div
(
"1行目"
);

        
div
(
"2行目"
);

        
//ヒア・ドキュメント構文

        
String
 
string
 
=
 
"""

      <div id='3'>3行目</div>

      <div id='4'>4行目</div>

    """

        
pre
(
string
)
 
{

        
}

      
}

    
}

    
println
 
writer
.
toString
()

    
/*

      標準出力結果

<?xml version='1.0' ?>

<html xmlns='http://www.w3.org/1999/xhtml' xml:lang='ja'>

  <head />

  <body>

    <div>1行目</div>

    <div>2行目</div>

    <pre>

      &lt;div id='3'&gt;3行目&lt;/div&gt;

      &lt;div id='4'&gt;4行目&lt;/div&gt;

    </pre>

  </body>

</html>

    */

  
}

}

```

### クロージャ
Groovyではコードブロックをファーストクラス（第一級）オブジェクトとして生成し、変数に格納したりメソッド引数や戻り値として受け渡したりすることができる。Groovyのライブラリは繰り返し処理や入出力処理などを中心にクロージャが駆使されており、簡潔な表記を行うことができる。
クロージャは構築されたスコープ内の変数を読み書きできる。
```
def
 
str
 
=
 
"Hello World"

def
 
readerClosure
 
=
 
{
 
println
 
str
 
}

readerClosure
()

def
 
writerClosure
 
=
 
{
 
str
 
=
 
"foo"
 
}

writerClosure
()

println
 
str

```

このコードを実行すると
```
Hello World
foo
```

と出力される。

### Groovy JDK
GroovyからJava SEの標準APIをすべて呼び出すことができるが、この際にGroovyから使うと便利なメソッドがリフレクションを用いてJava SEクラスに擬似的に多数追加されている。例えば、クロージャをとるFile.eachLine()といったメソッドを使用することができ、以下の様な記述が可能となっている。
```
new
 
File
(
"test.txt"
).
eachLine
 
{
 
println
 
it
 
}

```

File.eachLine(Closure)はそれぞれの行の値を変数itに代入してクロージャを呼び出す、という繰り返し処理を行うだけでなく、処理の終了時もしくは例外の発生時に、ファイルのクローズ処理を行う。つまりJavaの場合に必要なfinally節におけるjava.io.FileInputStreamやjava.io.FileOutputStreamのclose()処理を必要とせず簡潔に記述できる。他にも同様に、Reader.eachLine(Closure)メソッドなども追加されている。また、File.getText(String characterCodeSetName)、Reader.getText()、Reader.readLines()というファイルの全ての内容を一括で読み込むメソッドが追加されており、入出力処理を簡潔に記述することができる。

## 他の言語からの影響
James StrachanはGroovyはオブジェクト指向スクリプト言語Rubyから大きな影響を受けていることを何度か公言している。実際、クロージャの仕様や表記、その他予約語の選択などにおいてRubyからの影響を色濃く見ることができる。その他、Python、Dylan、Smalltalkなどからも言語機能が取り込まれている。

## 適用分野
Groovyは本格的なアプリケーション構築にも使えるし、また、Javaシステム開発におけるテストコードの記述を上げることにも使える。Groovyには標準でJUnit機能が組み込まれている。さらに、スクリプト言語として、フィルタ的なツールやプロトタイプを書き下すことも容易である。
アプリケーションの複雑な設定（configuration）やカスタマイズ用の言語として用いるということも注目されている。Antの設定ファイル (build.xml) をGroovyで記述する機能は標準で組み込まれているし、いくつかのDIコンテナ（依存性注入コンテナ、IoCコンテナ）と呼ばれるアプリケーションフレームワークにおける起動時設定ファイルの記述言語として採用されるなど、XMLの代用として採用されはじめている。ビルド自動化システムのGradleでも同様にGroovyが使われている（こちらはKotlin DSLも使えるようになっている）。
将来的には、既存Javaシステムを連携させるグルー言語として、Microsoft Windowsの世界におけるVisual BasicやVBAの役割をJavaシステム全般において果たせる可能性がある。
Groovyの応用として注目すべき事例として、Grailsをあげることができる。GrailsはGroovyを使用したWebアプリケーションフレームワークであり、Webアプリ開発においてRuby on Railsが実現しているような高い生産性をもたらす。

## 標準化
Groovyは2004年3月29日にJava技術の標準化プロセスJCPにおいてJSR 241として受理され仕様の標準化がすすめられたが、その後 dormant (休止) 扱いとなった。

## サンプルコード

### クロージャとループ
```
def
 
forLoop
()
 
{

    
def
 
map
 
=
 
[
name:
 
"James"
,
 
location:
 
"London"
]

    
for
(
e
 
in
 
map
)
 
{
 
println
 
"entry $e.key is $e.value"
 
}

}

def
 
closureExample
(
list
)
 
{

    
list
.
each
 
{
 
println
 
"value $it"
 
}

}

def
 
values
 
=
 
[
1
,
 
2
,
 
3
,
 
"abc"
]

closureExample
(
values
)

forLoop
()

```

### メモ帳
```
import
 
groovy.swing.SwingBuilder

import
 
javax.swing.*

def
 
notepad

new
 
SwingBuilder
().
frame
(
title:
 
"メモ帳"
,
 
defaultCloseOperation:
 
JFrame
.
EXIT_ON_CLOSE
,

    
size:
 
[
800
,
 
600
],
 
show:
 
true
,
 
locationRelativeTo:
 
null
)
 
{

  
menuBar
()
 
{

    
menu
(
text:
 
"ファイル(F)"
,
 
mnemonic:
 
'F'
)
 
{

      
menuItem
(
text:
 
"名前をつけて保存(A)..."
,
 
mnemonic:
 
'A'
,
 
actionPerformed:
 
{

        
fc
 
=
 
new
 
JFileChooser
()

        
if
 
(
fc
.
showSaveDialog
(
null
)
 
==
 
JFileChooser
.
APPROVE_OPTION
)
 
{

          
fc
.
selectedFile
.
text
 
=
 
notepad
.
text

        
}

      
})

      
menuItem
(
text:
 
"終了(X)"
,
 
mnemonic:
 
'X'
,
 
actionPerformed:
 
{
 
System
.
exit
(
0
)
 
})

    
}

  
}

  
scrollPane
()
 
{
 
notepad
 
=
 
textArea
()
 
}

}

```

## 統合開発環境
多くの統合開発環境（IDE）がGroovyに対応している。

### NetBeans
NetBeansは標準でGroovyをサポートしている。
- 構文の強調表示、コード折り畳み、およびコード補完をサポート。

### Eclipse
EclipseはプラグインにてGroovyをサポートしている。
- 変数の型を指定したものは、メソッドの補完が可能。
- リファクタリング。メソッドの抽出、名前の変更など。
- デバッガ
- ソースコードの整形。

### IntelliJ IDEA
IntelliJ IDEA では Groovy や Grails や Gant などが標準でサポートされている。
- 補完ができる。
  - JavaとGroovyが相互に補完ができ、JavaのクラスをGroovyで補完できるだけでなく、リアルタイムでGroovyのクラスをJavaで補完が可能。JavaとGroovyをプロジェクト内に混在させることができる。
- Ctrl + クリックによる、定義した場所への移動。
  - 補完同様、JavaとGroovy相互の移動が可能。
- Dynamic properties により、動的に追加されるメンバ変数を管理することができる。これにより、動的に追加されるメンバ変数に対しても補完やスペルミスのチェックが可能になる。
- デバッガ
- コーディング上のエラーに対して、リアルタイムで表示し、Quick-fix ができる。
- GroovyDoc に対しても補完が使える。
- 名前の変更やメソッドの抽出や変数の導入などのリファクタリング機能がある。
  - Groovyでの名前の変更は、同時にJavaのソースコードに対しても修正（リファクタリング）がかかる。
- Grails や Groovy Server Pages (GSP) をサポートしている。
- Gant や Apache Ivy をサポートしていて、Gant に対して補完やデバッガによるデバッグができる。
- Gradle を Gradle GUI Plugin でサポート。

## 参照
1. ↑  “Tags · apache/groovy · GitHub”. 2025年3月19日閲覧。
2. ↑  The Apache Groovy programming language - Download
3. ↑  Groovy Projects intends to join the Apache Software Foundation -- Guillaume Laforge's Blog
4. ↑  The Apache Groovy programming language - Semantics - §switch / case
5. ↑  JSR 241: The Groovy Programming Language
6. ↑  Groovy Development Tools | Eclipse Plugins, Bundles and Products - Eclipse Marketplace | Eclipse Foundation
7. ↑  IntelliJ IDEA :: Smart Groovy IDE with Groovy-Java compiler for Groovy scripts, Groovy Swingbuilder, Groovy server pages with ER diagram for productive Groovy programming, plus Groovy on Grails, available via Groovy plugin